# Faíl e Vila Chã de Sá
Faíl e Vila Chã de Sá (llamada oficialmente Freguesia de Faíl e Vila Chã de Sá) es una freguesia portuguesa del municipio de Viseo, distrito de Viseo.

## Historia
La freguesia fue creada con el nombre de União das Freguesias de Faíl e Vila Chã de Sá el 28 de enero de 2013 en aplicación de una resolución de la Asamblea de la República de Portugal promulgada el 16 de enero de 2013 con la unión de las freguesias de Faíl y Vila Chã de Sá, pasando a estar situada su sede en la antigua freguesia de Vila Chã de Sá. Esta denominación se mantuvo hasta el 2 de septiembre de 2019 que pasó a llamarse con su actual nombre en aplicación de la Ley n.º 50/2015 que modificaba su denominación.

## Demografía
| Gráfica de evolución demográfica de Faíl e Vila Chã de Sá entre 2011 y 2021 |
|                                                                             |
| Datos según el nomenclátor publicado por el INE portugués.                  |